# 蒲郡まつり納涼花火大会
蒲郡まつり納涼花火大会（がまごおりまつりのうりょうはなびたいかい）は、愛知県蒲郡市で行われる花火大会。毎年7月の最終土日に開催される「蒲郡まつり」において、2日目の日曜日に行われる。

## 概要
花火大会の歴史は、1950年（昭和25年）に開催された全国花火競技大会にはじまり、納涼花火大会としては1971年（昭和46年）から毎年開催されている。現在の名称になったのは、1983年（昭和58年）のことである。本大会での正三尺玉花火打ち上げは、1985年（昭和60年）から行われている。
特徴としては、太平洋岸では最大級の正三尺玉花火（開いた時の直径は650m）が、3発打ち上げられる他、県内では本大会のみである500mの幅で10号玉(一尺玉、開いた時の直径350m)10発を同時に打ち上げる開幕10号一斉打ち、音楽とシンクロしたワイドスターマインなど、迫力のある花火が打ち上げられる。